# Peter Ekwall
Peter Ekwall, född 1714 i Eksjö stadsförsamling, Jönköpings län, död 31 juli 1791 i Gammalkils församling, Östergötlands län, var en svensk präst.

## Biografi
Peter Ekwall döptes 4 december 1714 i Eksjö stadsförsamling. Han var son till handlanden och sämskmakaren Peter Ekwall och Christina Tiburtius. Ekwall blev 1734 student vid Uppsala universitet, Uppsala och avlade 1743 filosofie magister. Han prästvigdes 13 maj 1744 och blev 1745 extra ordinarie bataljonspredikant vid Artilleriet i Stockholm. Ekwall blev 26 mars 1755 kyrkoherde i Gammalkils församling, Gammalkils pastorat, tillträde samma år. Han blev 1773 prost och 3 juli 1782 kontraktsprost i Vifolka och Valkebo kontrakt. Ekwall avled 1791 i Gammalkils församling.

### Familj
Ekwall gifte sig 27 maj 1755 med Anna Retzius (1724–1798). Hon var dotter till kyrkoherden Nils Retzius och Helena Broms i Gammalkils församling. De fick tillsammans barnen extra ordinarie skvadronspredikanten Gustaf Ekwall (född 1756), kyrkoherden Christopher Retzius Ekwall (1759–1828) i Gammalkils församling och en son (1765–1765).